# Australidelphia
Gli Australidelphia sono uno dei due superordini in cui sono divisi i Marsupiali. Esso include tutti i marsupiali dell'Australasia ed una sola specie vivente, Dromiciops gliroides, dell'America meridionale. Il taxon è stato istituito soprattutto su basi genetiche. 

Come è dimostrato anche da ritrovamenti fossili in Antartide, gli Australidelphia apparvero nel Mesozoico, quando la massa continentale formata dal Gondwana ancora era unita, e ciò spiega la presenza nel superordine di una specie sudamericana. Il più antico rappresentante degli australidelfi in Australia è rappresentato da un fossili databile all'inizio dell'Eocene (circa 55 milioni di anni fa), denominato Djarthia murgonensis.

## Tassonomia
- Infraclasse Metatheria
  - Superordine Australidelphia
    - Ordine Microbiotheria – Microbioteri (1 specie)
    - Ordine Dasyuromorphia – Dasiuromorfi (73 specie)
    - Ordine Peramelemorphia – Peramelemorfi (21 specie)
    - Ordine Notoryctemorphia – Notorittemorfi (2 specie)
    - Ordine Diprotodontia – Diprotodonti (117 specie)